# KATSUMI
KATSUMI（かつみ、1965年10月20日 - ）は、日本のロックミュージシャン、シンガーソングライター。茨城県日立市出身。血液型はAB型。本名は渡辺 克巳（わたなべ かつみ）で、作品名義に著している。

## 来歴
1965年10月20日、茨城県で生まれる。
1983年、茨城県立多賀高等学校を卒業、ミューズ音楽院に進学する。
1984年 - 1989年、都内のライブハウスでバンド「SIZE」（サイズ）を組んで活動。そのバンドのデモテープに音楽関係者が関心を寄せる。
1990年4月25日、パイオニアLDCのJ-POP第1号歌手として、アルバム『SHINING』、シングル「SHINING IN THE NIGHT」でデビューする。2nd.シングル「危険な女神」がカメリアダイアモンドのテレビコマーシャルイメージソングとして起用される。その後も「YES,抱きしめて」「Just time girl」「It's my JAL」等が続けてCMタイアップ曲として起用されヒット。
1991年、音楽プロデューサー・武部聡志を介して知り合ったシンガーソングライター・楠瀬誠志郎、崎谷健次郎とともにコーラスグループ"adam"を結成。3rd.アルバム『ROSE IS A ROSE』に収録。
1994年1月、5thアルバム『SUPER BALANCE』がオリコンチャートで1位を獲得。同年9月、フジテレビ系テレビドラマ『妹よ』にミュージシャン役で出演。
1997年、ワーナーミュージック・ジャパンに移籍、初セルフプロデュースによる6thアルバム『DEVOTION』リリース。
1999年、自主レーベルでの活動に移る。
2000年、市川徹監督のOV『きつね KAZAGURUMA-2』に主演。
2001年、音楽ユニット・『Project DMM』の一員としても活動を開始する。同年7月、TBS系テレビ娯楽番組・ウルトラマンシリーズ『ウルトラマンコスモス』の主題歌「Spirit」「心の絆」の楽曲を提供（翌年9月まで放映）。
2003年、夏に全国公開された映画『ウルトラマンコスモスVSウルトラマンジャスティス THE FINAL BATTLE』の主題歌「High Hope」に楽曲提供。
2008年3月、10年振りとなる7th.アルバム『Seeds of Love』をリリース。同年11月、続編となる8th.アルバム『CHANCE in the Seeds of Love』リリース。
2009年、音楽ユニット・『Project DMM』の活動を終了する。
2010年、ライブを中心に、作詞・作曲活動を行う。ヴォーカル・トレーナー、プロデューサーとしてビクター・ミュージックパブリッシングと契約する。同年12月、レインボータウンエフエム放送で担当する音楽番組『Music Delivery DX 〜しあわせの種〜』に、崎谷健次郎を招き、二十年来の旧交を温める。FMひたちで、「ワンダフルストーリー」（隔週日曜日、17:00 - 19:00）という番組を担当。
2011年1月、ミュージックバード系列コミュニティFM33局ネットで担当する音楽番組『KATSUMI・ユメルのJump to the 90's』に、崎谷がゲスト出演。同年2月、崎谷との新プロジェクトを始動させる。同年7月、東京・南青山マンダラにて、崎谷が企画したポップスと恋愛詩で綴るポエトリーリーディング・ライヴ「【TIMES】〜featuring KATSUMI〜」で共演。
2011年10月5日、茨城放送の生ワイド番組『ふれラジいばらき』）のパーソナリティとして出演（毎週水曜日担当）。
2012年、FMひたちで、「Music of Dreams!」（隔週日曜日、16:00 - 18:00）を担当。
2012年6月、渡辺裕之監督の映画『桜田門内の変!?』に出演。
2013年2月、舞台「+GOLD FISH」に出演する。共演は米倉利紀、杏子など。
2014年5月より、全国ゆるツアー「Voice from the Heart」を展開中。

## 人物
朝型人間。毎朝リンゴを食し愛犬散歩を日課とする。ブログの更新をすることも多く朝に重点を置き生活している。
NPO法人・難民を助ける会に賛同、学校等で「地雷撤去〜花をください」をテーマにした授業を不定期に行っている。
デビュー初期からソバージュヘアが特徴的であったが2017年頃からソフト七三分けに整えている。本名でなくファーストネームだけのローマ字表記で音楽活動をすることにしたのはギタリスト渡辺香津美と混同されないためである。

## ディスコグラフィ

### シングル
|      | 発売日         | タイトル                           | 楽曲制作                                                             | 規格品番                         | 最高位 | 備考 |
| ---- | -------------- | ---------------------------------- | -------------------------------------------------------------------- | -------------------------------- | ------ | --- |
| 1st  | 1990年4月25日  | SHINING IN THE NIGHT               | 作詞：渡辺克巳 作曲：石川洋 編曲：武部聡志                           | PIDL-1001 (8cmCD) PISL-1001 (CT) | 66位   | テレビ朝日系『遊行見聞録』EDテーマ                                                                                 |
| 2nd  | 1990年7月25日  | 危険な女神                         | 作詞：渡辺克巳 作曲：渡辺克巳 編曲：武部聡志                         | PIDL-1006 (8cmCD) PISL-1006 (CT) | 26位   | カメリアダイヤモンドCFイメージソング                                                                               |
| 3rd  | 1990年11月21日 | YES,抱きしめて                     | 作詞：渡辺克巳 作曲：石川洋 編曲：武部聡志                           | PIDL-1011 (8cmCD) PISL-1011 (CT) | 47位   | ダイハツ「ロッキー」キャンペーンテーマ・ソング                                                                     |
| 4th  | 1991年4月25日  | Just time girl                     | 作詞：渡辺克巳 作曲：渡辺克巳/石川洋 編曲：是永巧一                  | PIDL-1016 (8cmCD) PISL-1016 (CT) | 5位    | 花王ピュアエチュールCFイメージソング                                                                               |
| 5th  | 1991年6月25日  | It's my JAL                        | 作詞：渡辺克巳 作曲：鈴木キサブロー 編曲：T-OUT                      | PIDL-1026 (8cmCD) PISL-1016 (CT) | 3位    | JALイメージソング                                                                                                  |
| 6th  | 1991年10月30日 | Come On                            | 作詞：渡辺克巳 作曲：石川洋 編曲：武部聡志                           | PIDL-1036 (8cmCD) PISL-1036 (CT) | 10位   | 花王ピュアエチュールCFイメージソング                                                                               |
| 7th  | 1992年10月21日 | The Force                          | 作詞：渡辺克巳 作曲：石川洋 編曲：武部聡志                           | PIDL-1060 (8cmCD) PISL-1060 (CT) | 32位   | |
| 8th  | 1993年2月24日  | 君と出会えたこの場所               | 作詞：渡辺克巳 作曲：石川洋 編曲：武部聡志                           | PIDL-1074 (8cmCD)                | 57位   | 1993年 JR北海道キャンペーンソング                                                                                  |
| 9th  | 1993年4月24日  | 君のもとへ                         | 作詞：渡辺克巳 作曲：石川洋 編曲：武部聡志                           | PIDL-1076 (8cmCD)                | 35位   | TBS系テレビ娯楽番組『ムーブ』エンディングソング 花王ビオレCMソング                                                 |
| 10th | 1993年10月13日 | 君を離さない                       | 作詞：渡辺克巳 作曲：石川洋 編曲：武部聡志                           | PIDL-1092 (8cmCD)                | 24位   | 第12回アジア競技大会広島1994・イメージソング                                                                       |
| 11th | 1993年12月16日 | 笑顔がいいね                       | 作詞：渡辺克巳 作曲：高橋研 編曲：武部聡志                           | PIDL-1099 (8cmCD)                | 43位   | オロナミンCCM曲 |
| 12th | 1994年5月25日  | もう二度と戻れない                 | 作詞：渡辺克巳 作曲：石川洋 編曲：武部聡志                           | PIDL-1110 (8cmCD)                | 58位   | CX系『クイズ!年の差なんて』EDテーマ                                                                                |
| 13th | 1994年7月27日  | 情熱                               | 作詞：渡辺克巳 作曲：井上慎二郎 編曲：武部聡志                       | PIDL-1123 (8cmCD)                | 55位   | ドミノピザCM曲 |
| 14th | 1994年10月26日 | 何も言わずに                       | 作詞：渡辺克巳 作曲：井上慎二郎 編曲：武部聡志                       | PIDL-1130 (8cmCD)                | 66位   | 同年出演したドラマ「妹よ」劇中にて披露した。                                                                       |
| 15th | 1995年1月21日  | 新しい風                           | 作詞：渡辺克巳 作曲：武部聡志/渡辺克巳 編曲：武部聡志                | PIDL-1140 (8cmCD)                | 90位   | フジテレビ系『ROOMS』イメージソング                                                                                |
| 16th | 1995年11月22日 | Higher Love 〜君と僕が望んだもの〜 | 作詞：渡辺克巳 作曲：渡辺克巳 編曲：鳥山雄司                         | PIDL-1153 (8cmCD)                | 圏外   | |
| 17th | 1996年2月21日  | DREAMIN'                           | 作詞：渡辺克巳 作曲：石川洋 編曲：武部聡志                           | PIDL-1175 (8cmCD)                | 76位   | 慶応進学会CM曲 |
|      | 1997年1月25日  | 生きる歓び                         | 日本語詞：鮎川めぐみ 編曲：千住明                                    | WPD6-9122 (8cmCD)                | 圏外   | TBSテレビ 元旦特別企画ドラマ『竜馬がゆく』EDテーマ 沢田知可子とのコラボレーション作品。 VOICES THAT CAREのカバー。 |
| 18th | 1997年2月25日  | I wanna Win                        | 作詞：KATSUMI 作曲：KATSUMI 編曲：上杉洋史                           | WPD6-9111 (8cmCD)                | 92位   | 慶応進学会CM曲 |
| 19th | 1997年4月25日  | 抱きしめたい                       | 作詞：KATSUMI 作曲：KATSUMI 編曲：KATSUMI                            | WPD6-9126 (8cmCD)                | 圏外   | TV東京系『音楽空間アンモナイト』EDテーマ                                                                           |
| 20th | 1997年11月25日 | 地図                               | 作詞：KATSUMI 作曲：KATSUMI 編曲：寺田創一                           | WPD6-9361 (8cmCD)                | 圏外   | |
| 21st | 1998年4月25日  | オメガの扉 〜HELLO, VIFAM〜        | 作詞：ジャネット・辻野 訳詞：KATSUMI 作曲：David Mann 編曲：中村修司 | WPD6-9171 (8cmCD)                | 圏外   | TVアニメ『銀河漂流バイファム13』主題歌                                                                             |
| 22nd | 2001年4月21日  | TOGETHER                           | 作詞：KATSUMI 作曲：鈴木キサブロー 編曲：京田誠一                    | CODC-1959 (8cmCD)                | 圏外   | TVアニメ『電脳冒険記ウェブダイバー』エンディングテーマ                                                             |

### アルバム
|      | 発売日         | タイトル                    | 規格品番         | オリコン |
| ---- | -------------- | --------------------------- | ---------------- | -------- |
| 1st  | 1990年4月25日  | SHINING                     | PICL-1001 (CD)   | 44位     |
| 1st  | 1990年4月25日  | SHINING                     | PITL-1001 (CT)   | 44位     |
| 2nd  | 1991年2月27日  | ONE                         | PICL-1012 (CD)   | 5位      |
| 2nd  | 1991年2月27日  | ONE                         | PITL-1012 (CT)   | 5位      |
| 3rd  | 1991年12月4日  | ROSE IS A ROSE              | PICL-1024 (CD)   | 3位      |
| 3rd  | 1991年12月4日  | ROSE IS A ROSE              | PITL-1024 (CT)   | 3位      |
| Best | 1992年9月23日  | LINKAGE                     | PICL-1045 (CD)   | 4位      |
| Best | 1992年9月23日  | LINKAGE                     | PITL-1045 (CT)   | 4位      |
| 4th  | 1993年1月26日  | FORCE                       | PICL-1043 (CD)   | 3位      |
| 4th  | 1993年1月26日  | FORCE                       | PITL-1043 (CT)   | 3位      |
| 5th  | 1994年1月26日  | SUPER BALANCE               | PICL-1069        | 1位      |
| 6th  | 1995年2月22日  | BRIGHT DAYS                 | PICL-1098        | 11位     |
| 7th  | 1996年3月22日  | 奇蹟のゲーム                | PICL-1124        | 49位     |
| Best | 1997年2月25日  | KATSUMI THE BEST 1990-1996  | PICL-1139        | 67位     |
| 8th  | 1997年5月25日  | DEVOTION                    | WPC6-8289        | 圏外     |
| Best | 2000年10月25日 | Best Selection              | PICL-1210        | 圏外     |
| 9th  | 2008年3月5日   | Seeds of Love               | TNCH-34          | 圏外     |
| 10th | 2008年11月19日 | CHANCE in the Seeds of Love | HRFT-0001        | 圏外     |
| Best | 2011年12月21日 | スーパー・ベスト            | WMP-60065        | 対象外   |
| Best | 2011年12月21日 | スーパー・ベスト            | WMP-60115 (再発) | 対象外   |

### 会場限定CD
いずれも、TRIUMPHから発売されており、ライブ会場限定で販売されている。
ただし、ファンクラブ「Hip Bird Club」会員のみ、ファンクラブ運営の通信販売にて入手が可能である。
|      | 発売日         | タイトル                            | 規格品番  | 備考                                           |
| ---- | -------------- | ----------------------------------- | --------- | ---------------------------------------------- |
| 1st  | 2011年9月23日  | Your Songs.2011                     | TRBD-0001 |                                                |
| 2nd  | 2011年12月11日 | The Real K                          | TRBD-0002 |                                                |
| 3rd  | 2012年3月29日  | Future                              | TRBD-0003 |                                                |
| 4th  | 2012年4月28日  | 絆                                  | TRBD-0004 |                                                |
| 5th  | 2012年5月21日  | True North                          | TRBD-0005 |                                                |
| 6th  | 2012年6月23日  | IN LOVE                             | TRBD-0006 |                                                |
| 7th  | 2012年7月28日  | Your Songs 2012                     | TRBD-0007 |                                                |
| 8th  | 2012年8月25日  | In my Dream                         | TRBD-0008 |                                                |
| 9th  | 2012年9月16日  | Do You Remember...?                 | TRBD-0009 |                                                |
| 10th | 2012年10月19日 | Another PART of ME                  | TRBD-0010 |                                                |
| 11th | 2012年11月16日 | Colorful                            | TRBD-0011 |                                                |
| 12th | 2012年12月12日 | Catch me if you can                 | TRBD-0012 |                                                |
| 13th | 2012年12月22日 | Catch me if you can plus            | TRBD-0013 |                                                |
| 14th | 2013年3月9日   | Sweet Box                           | TRBD-0014 |                                                |
| 15th | 2013年4月13日  | Bloom                               | TRBD-0015 |                                                |
| 16th | 2013年5月11日  | One Step Forward                    | TRBD-0016 |                                                |
| 17th | 2013年6月8日   | Bedtime Stories                     | TRBD-0017 |                                                |
| 18th | 2013年7月13日  | Passione                            | TRBD-0018 |                                                |
| 19th | 2013年8月2日   | Thrilled                            | TRBD-0019 |                                                |
| 20th | 2013年9月14日  | Love Like This                      | TRBD-0020 |                                                |
| 21st | 2013年10月4日  | Your Songs -It's Live!-             | TRBD-0021 | 自身初のライブ・アルバム。                     |
| 22nd | 2013年11月9日  | あの日のままで                      | TRBD-0022 |                                                |
| 23rd | 2013年12月25日 | ALWAYS WITH YOU                     | TRBD-1312 |                                                |
| 24th | 2014年2月8日   | Hello again 〜Song selection vol.1  | TRBD-1402 | 自身による選曲に新曲を加えたセレクション作品。 |
| 25th | 2014年3月2日   | Place of my Heart                   | TRBD-1403 |                                                |
| 26th | 2014年4月12日  | Reflecting                          | TRBD-1405 |                                                |
| 27th | 2014年6月14日  | Promise 〜Song selection vol.2      | TRBD-1406 | 自身初のバラード･セレクション作品。            |
| 28th | 2014年8月9日   | Dark + Bright                       | TRBD-1407 |                                                |
| 29th | 2014年12月20日 | For the Holidays                    | TRBD-1412 |                                                |
| 30th | 2015年10月20日 | Perfect Love 〜Song selection vol.3 | TRBD-1510 |                                                |

### 映像作品
いずれも、パイオニアLDCから発売されている。
|     | 発売日         | タイトル                                                     | 規格品番                       |
| --- | -------------- | ------------------------------------------------------------ | ------------------------------ |
|     | 1990年4月25日  | SHINING IN THE NIGHT                                         | PILL-1001 (LD) PIVL-1001 (VHS) |
| 1st | 1990年12月16日 | 1st LIVE SHINING IN THE NIGHT                                | PILL-5003 (LD) PIVL-5003 (VHS) |
|     | 1991年10月30日 | LaserDisc Best Coupling Singles It's my JAL / Just time girl | PIML-4001 (LD)                 |
| 2nd | 1992年6月25日  | ROSE IS A ROSE Concert Tour 1992                             | PILL-5108 (LD) PIVL-5108 (VHS) |
| 3rd | 1993年8月25日  | Chain Reaction                                               | PILL-5116 (LD) PIVL-5116 (VHS) |

### ビデオシングルディスク
いずれも、パイオニアLDCから発売されている。
|     | 発売日         | タイトル       | 規格品番  |
| --- | -------------- | -------------- | --------- |
| 1st | 1990年11月25日 | 危険な女神     | PIFL-1001 |
| 2nd | 1990年12月16日 | YES,抱きしめて | PIFL-1004 |
| 3rd | 1991年4月25日  | Just Time Girl | PIFL-1008 |
| 4th | 1991年7月25日  | It's My JAL    | PIFL-1011 |

## 提供作品
| アーティスト               | 作詞・作曲 | タイトル                                                | 備考                                                                                    |
| -------------------------- | ---------- | ------------------------------------------------------- | --------------------------------------------------------------------------------------- |
| 西田ひかる                 | 作詞・作曲 | HAPPY DREAM                                             | JR西日本CMソング                                                                        |
| 米倉利紀                   | 作詞       | すべての微笑みで                                        | 八丁堀シャンテCMソング                                                                  |
| FATMAN BROTHERS            | 作曲       | FATMAN                                                  | 本名である「渡辺克巳」名義でクレジットされている。                                      |
| Coo:nya                    | 作曲       | サンクチュアリ                                          | TV東京系『ゲームWAVE』エンディングテーマ MUSIC JAPAN TV系『BREAK TV』エンディングテーマ |
| Coo:nya                    | 作曲       | ETERNAL GIFT                                            |                                                                                         |
| Project DMM                | 作詞・作曲 | 心の絆                                                  | 『ウルトラマンコスモス』エンディングテーマ                                              |
| Project DMM                | 作詞・作曲 | ECLIPSE                                                 | 『ウルトラマンコスモス』挿入歌                                                          |
| Project DMM                | 作詞・作曲 | 光の伝説                                                | 『ウルトラマンコスモス』挿入歌                                                          |
| Project DMM                | 作詞・作曲 | High Hope                                               | 映画『ウルトラマンコスモスVSウルトラマンジャスティス THE FINAL BATTLE』主題歌           |
| Project DMM                | 作詞・作曲 | サンダーストーム                                        | 『ウルトラマンマックス』挿入歌                                                          |
| Project DMM                | 作詞・作曲 | 明日になれば                                            | 『ウルトラマンマックス』挿入歌                                                          |
| Project DMM                | 作詞・作曲 | チャンスをこの手に                                      |                                                                                         |
| Project DMM                | 作詞・作曲 | つくろう!! ウルトラマンケーキ!!                         | 『ウルトラマンメビウス』挿入歌                                                          |
| Project DMM                | 作詞       | 鼓動 〜for TIGA〜                                       | OV『ウルトラマンティガ外伝 古代に蘇る巨人』主題歌                                       |
| Project DMM                | 作詞       | Touch the Fire                                          | 『ウルトラマンコスモス』挿入歌                                                          |
| Project DMM                | 作詞       | Christmas for everyone                                  | 『ウルトラマンコスモス』挿入歌                                                          |
| Project DMM                | 作詞       | Can We Live? 〜手をとりあって〜                         | 『ウルトラマンコスモス』挿入歌                                                          |
| Project DMM                | 作詞       | 光の絆                                                  | 『ウルトラマンネクサス』イメージソング                                                  |
| Project DMM                | 作曲       | Spirit                                                  | 『ウルトラマンコスモス』オープニングテーマ                                              |
| 円谷オールスターズ・バンド | 作詞・作曲 | 夢みるチカラ                                            |                                                                                         |
| 須藤仁美                   | 作曲       | ため息の向こう側                                        |                                                                                         |
| 須藤仁美                   | 作曲       | TSUYOGARI                                               |                                                                                         |
| I-CHIPS                    | 作詞・作曲 | 恋するBOY 〜前略ウルトラマンボーイ様〜                  | 『ウルトラマンボーイのウルころ』エンディングテーマ                                      |
| I-CHIPS                    | 作詞       | 自立進行形                                              |                                                                                         |
| I-CHIPS                    | 作詞       | HELP! オタスケガール!!                                  |                                                                                         |
| 新谷さや香                 | 作詞・作曲 | Over the Stars☆星の彼方で☆                              | 作詞は新谷と共に担当。                                                                  |
| eco                        | 作曲       | Happy! Happy! パラダイス 〜口福アコちゃんがやって来た〜 | 日立商工会議所 口福あんこうを広める会                                                   |
| ダ・カーポ                 | 作曲       | 母の祈り                                                | 『ウルトラマンメビウス』挿入歌                                                          |
| 田島羽焚                   | 作詞・作曲 | ショートカット                                          |                                                                                         |
| 遠藤正明                   | 作曲       | Get KC!! 〜High Dream〜                                 | パチンコ機『CR孔雀王』孔雀ラウンド曲                                                    |
| saya                       | 作詞・作曲 | Fly like a Angel                                        |                                                                                         |
| saya                       | 作詞       | 木もれ日                                                |                                                                                         |

## 参加作品
- 崎谷健次郎「狂えるSEPTEMBER」
デュエットで参加。
- 米倉利紀「すべての微笑みで」
コーラスで参加。
- Coo:nya「サンクチュアリ」「ETERNAL GIFT」
コーラスで参加。
- 「Last Christmas」
沢田知可子とのデュエットで参加。オムニバス『Best Of Christmas』に収録。
- 「Two Hearts will be Together」 - TV東京系アニメ魔装機神サイバスター
ボーカルで参加。番組企画アルバム『「EARTH ARK」魔装機神サイバスター Vocal Edition』に収録。
- 「マッコウクジラはせんすいキング」 - NHK『むしまるQゴールド』
ボーカルで参加。番組企画アルバム『むしまるQゴールド大集合 〜大脱皮のテーマ〜』に収録。
- 「ぼくらの空」 - NPO法人地域ネットワークとらいあんぐる・とらいあんぐる体操曲
ボーカル、作詞、作曲で参加。
- 『COVERS 〜FOR TIMES〜』 - 崎谷健次郎がプロデュースした洋楽カバー・アルバム。
ボーカル、コーラス、ギターでゲスト参加。収録曲のうち「JUST THE WAY YOU ARE」「SHE」でボーカルを担当。
- JINS水戸内原店リニューアル告知CMソング
ボーカル、作詞、作曲で参加。歌詞には3つのパターンがあり、期間限定で使用された。[2]

## 出演作品

### ドラマ
- 妹よ（1994年10月 - 12月、フジテレビ） - 大野ケンジ 役

### 映画
- 桜田門内の変!?（2012年、ムービートマト・プロジェクト茨城）

### オリジナルビデオ
- きつね KAZAGURUMA-2（2000年） - 主演・紫吹丈太郎 役

### 舞台
- +GOLD FISH（2013年、東京芸術劇場）

### NHK みんなのうた
- 僕たちのコレクション[3]（1993年12月 - 1994年1月期）- 映像にはKATSUMI自身も出演（アニメーション：西内としお）

### ラジオ
現在
- Rainbow Hit☆Magic ミュージックデリバリーDX（2010年 - 、レインボータウンFM）
- Music of Dreams!（2012年 - 、FMひたち） - 第3日曜日担当
- HAPPYパンチ!（2013年 - 、LuckyFM茨城放送） - 月・火曜日担当

過去
- ALESCO マイ・ハートフル・セレクション（TOKYO FM・エフエム大阪）
- KATSUMIのWE ARE ONE(FMヨコハマ/ヨコハマラジオナイト)